# Perspective Nevski
Pour les articles homonymes, voir Nevski.

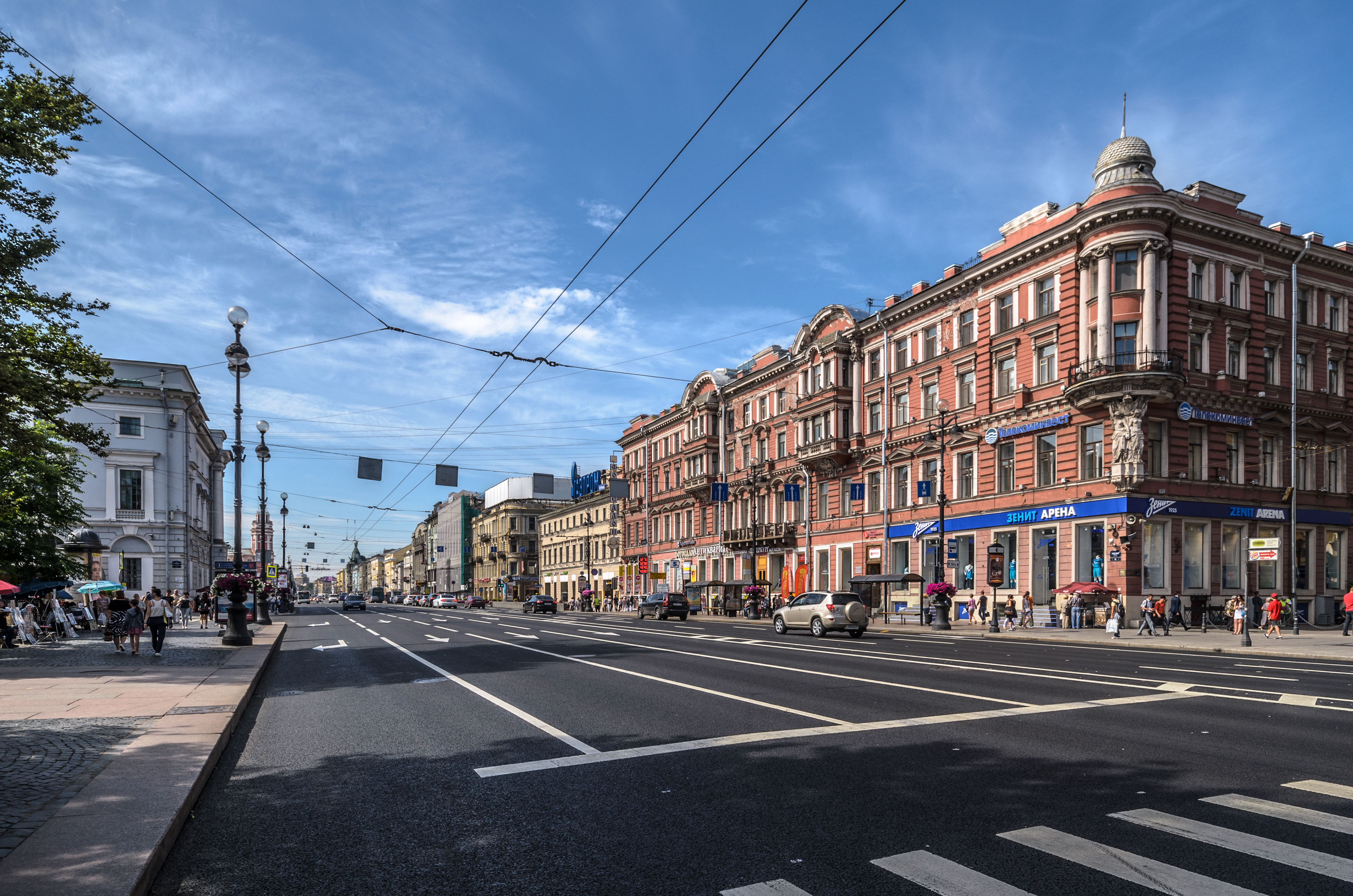
La perspective Nevski.

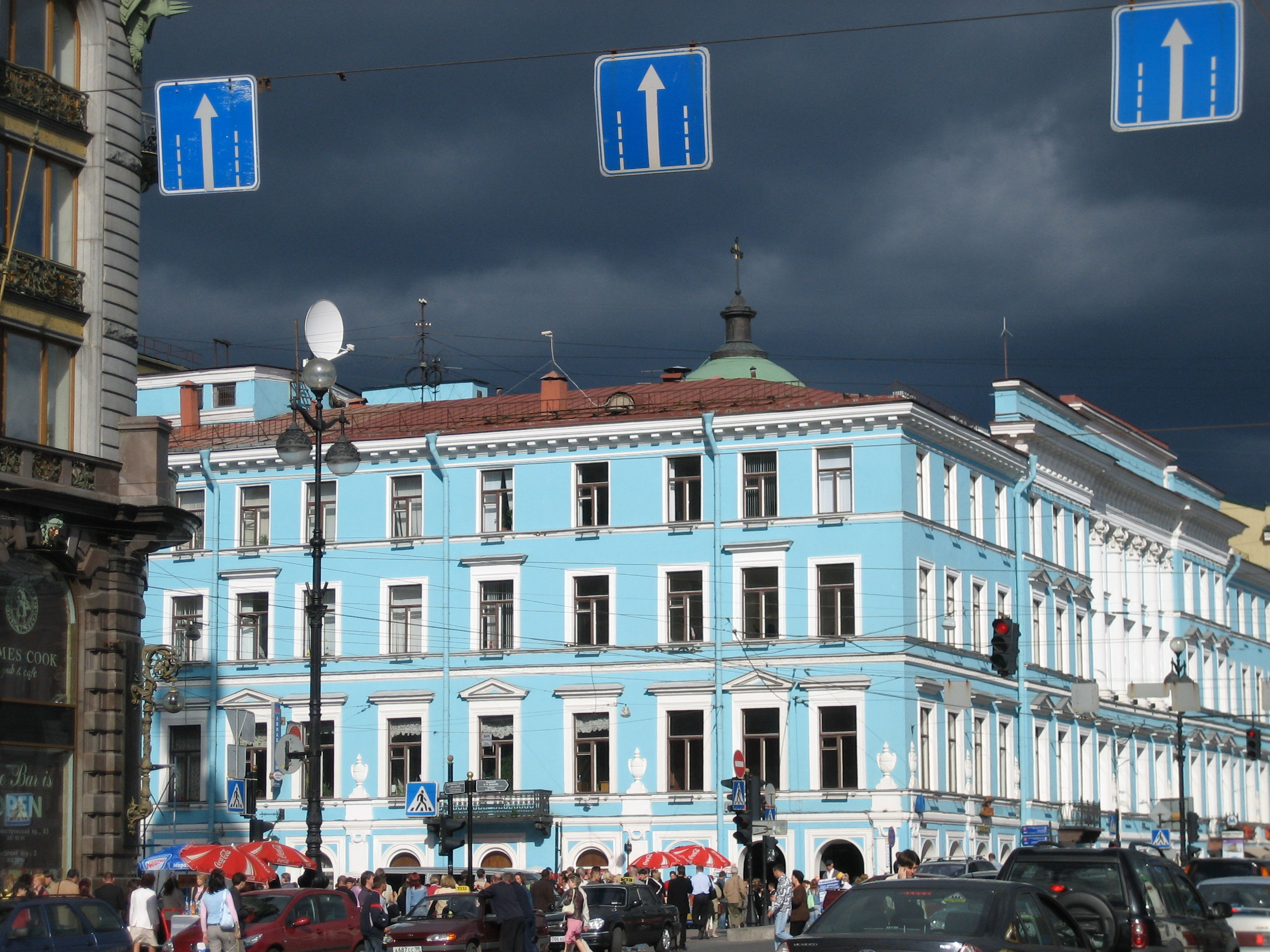
Image de la Perspective Nevski, Saint-Pétersbourg

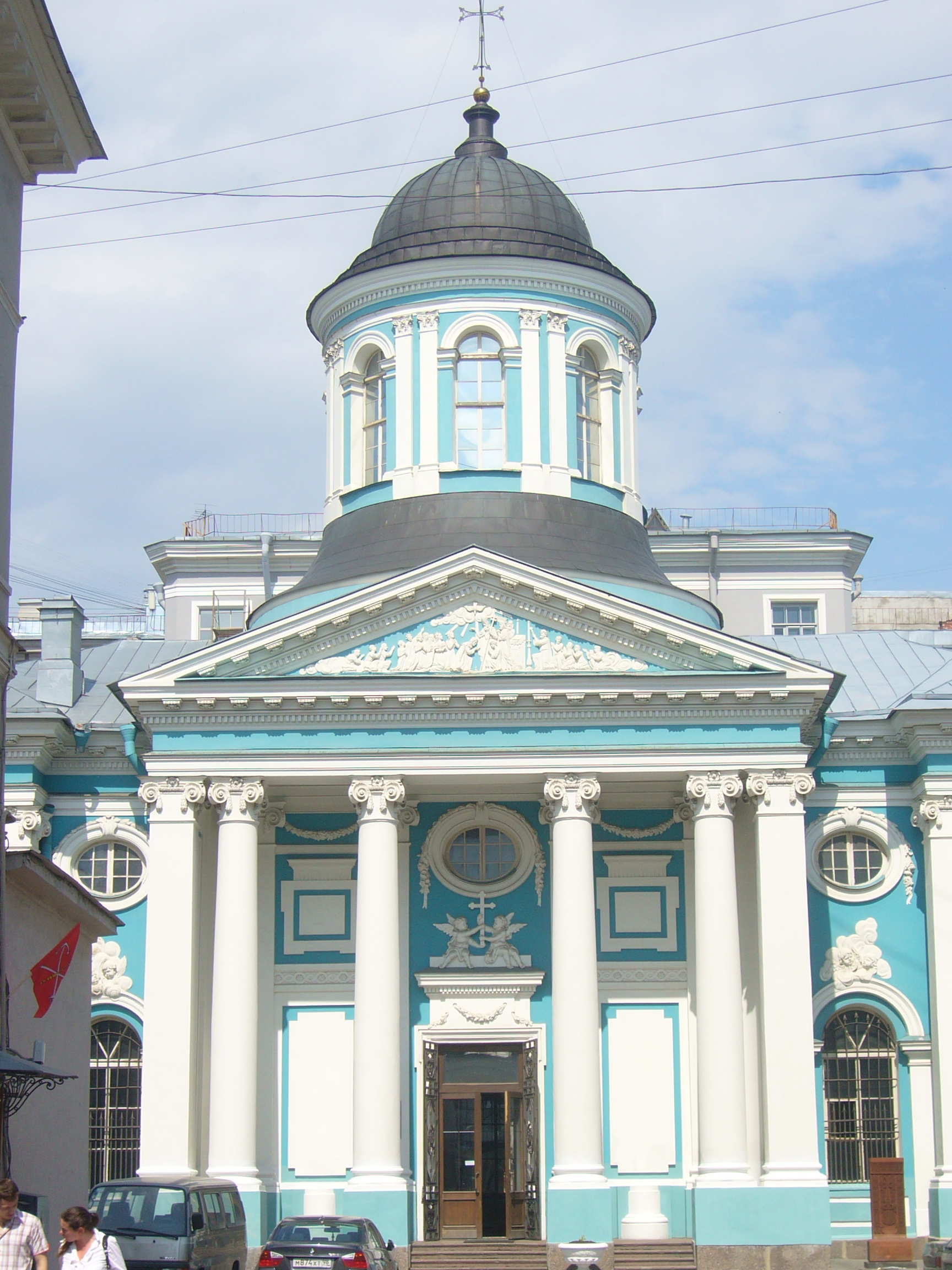
L'église arménienne.

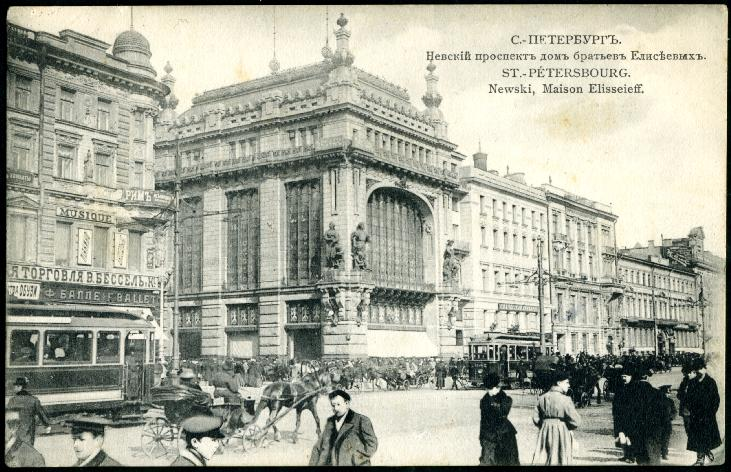
La Maison des Frères Elisseeff, le magasin en 1907. Noter les pancartes en français, la France étant le premier partenaire commercial à l'époque.

La perspective Nevski (en russe : Невский проспект, Nevski prospekt, littéralement « avenue de la Neva », mais elle est baptisée ainsi en l'honneur d'Alexandre Nevski) est l’avenue principale de la ville de Saint-Pétersbourg, longue de 4,5 km.

## Historique
Planifiée par Pierre le Grand pour être un point de passage de la route Novgorod – Moscou, l'avenue fut commencée en 1712. Sa construction fut principalement effectuée en 1717. Elle conduit de l’Amirauté jusqu’au monastère Alexandre-Nevski. Aujourd'hui, elle va jusqu'à la gare de Moscou (achevée en 1851), en passant par la place Vosstaniïa (place de l'Insurrection).
En 1743, dans un contexte de raidissement religieux (expulsion des juifs de Russie en 1742, vexations anti-catholiques, censure religieuse), l'impératrice Élisabeth Petrovna eut le projet de faire fermer tous les édifices religieux de la perspective Nevski qui n'étaient pas de rite orthodoxe, mais elle y renonça devant le coût du projet.
Au début de la période soviétique (1918-1944) le nom de la perspective Nevski a été changé, d'abord en « rue du Proletkult » (Oulitsa Proletkul'ta) en l'honneur de cette organisation artistique soviétique. À la suite de la disparition de Proletkult, le nom a été changé à nouveau cette fois pour « avenue du 25-Octobre », faisant allusion à la révolution d'Octobre. C'est Staline qui lui rend son nom initial en 1944. 
Aujourd'hui, la perspective Nevski est l'artère principale de Saint-Pétersbourg. Elle forme une des deux lignes latérales du fameux « trident » de l'Amirauté, ; les autres lignes sont la rue Gorokhovaïa et la perspective Voznessenski. 
La majorité des boutiques de prestige et des bars de la ville sont situés sur ou à droite de la perspective Nevski. La voie compte de nombreux bâtiments historiques, ce qui cause parfois des polémiques lorsque des oligarques les font détruire pour permettre certaines opérations immobilières (par exemple le no 68 où se trouvaient les demeures de Dostoïevski et Gorki en 2011 ou le no 116, vendu au groupe finlandais Stockmann pour en faire un centre commercial).

## Principaux édifices
Les principaux points remarquables sont :
- le palais Stroganov (1752-1754) de l'architecte italien Rastrelli ;
- la cathédrale néoclassique Notre-Dame-de-Kazan (1801-1811) ;
- la Maison du livre (Dom Knigui) (1907), ancien immeuble de la compagnie Singer ;
- l’église Sainte-Catherine (1763-1783) et une demi-douzaine d'églises du XVIIIe siècle ;
- l’église arménienne (construite par Veldten) (1780 et 1835-1837) ;
- Église Saint-Pierre-et-Saint-Paul ;
- Église finnoise Sainte-Marie ;
- le monument à Catherine la Grande (1873), sculpté par Matveï Chichkov et Alexandre Opekouchine ;
- la galerie marchande Gostiny Dvor ;
- le magasin Elisseeff, (1901-1903) ;
- la galerie marchande Le Passage (1846) ;
- le Grand Hôtel Europe ;
- l'immeuble de la banque Wawelberg (depuis 2021 hôtel Wawelberg) ;
- le palais Anitchkov (1751), résidence des héritiers du trône ;
- la Bibliothèque nationale russe Saltykov-Chtchedrine (qui abrite, entre autres, le legs de la bibliothèque de Voltaire) ;
- l'obélisque en l'honneur du héros de Léningrad ;
- le pont Anitchkov avec ses quatre chevaux et leurs dompteurs, sculptés par Piotr Klodt (1849 – 1850) ;
- au no 14 figure une inscription datant du siège de Léningrad : « Citoyens, en cas de tirs d'artillerie, ce côté de la rue est le plus dangereux »[3] ;
- au no 22 se trouve une église luthérienne, qui fut transformée entre 1962 et une date récente en piscine[3] ;
- l'église Znamenskaya, détruite par les Soviétiques en 1941 (l'hôtel du même nom situé à côté est toujours debout[3] ;
- le palais Ioussoupov au no 86.

## Dans la littérature

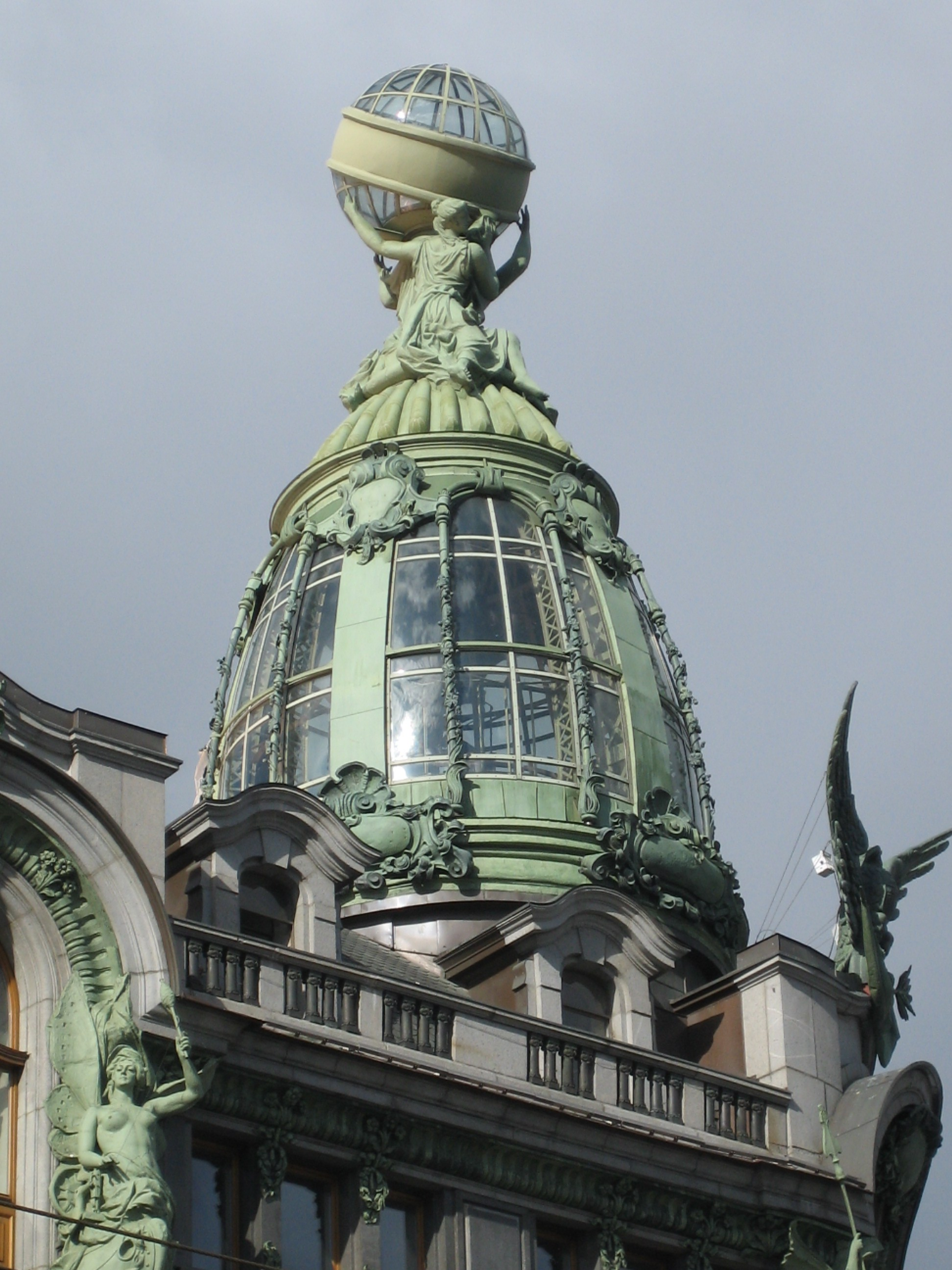
Architecture sur la Perspective Nevski

Vu son importance urbanistique, la perspective Nevski apparaît très fréquemment dans la littérature russe. Parmi de nombreux autres écrivains, l'activité fébrile de la perspective est décrite avec beaucoup d'ironie par Nicolas Gogol — qui détestait Saint-Pétersbourg — dans son récit La Perspective Nevski, ou dans Le Nez, dont le personnage principal, « Le major Kovaliov avait coutume de faire une promenade quotidienne sur la perspective Nevski ». 
Fiodor Dostoïevski y a également consacré des lignes, par exemple dans Le Double : le héros fait, entre autres, un arrêt à Gostiny Dvor.
Ivan Bounine, prix Nobel 1933, l'évoque aussi dans sa nouvelle Les Oreilles nouées où le héros, Sokolovitch, y déambule de nuit.

## Perspective Nevski autrefois

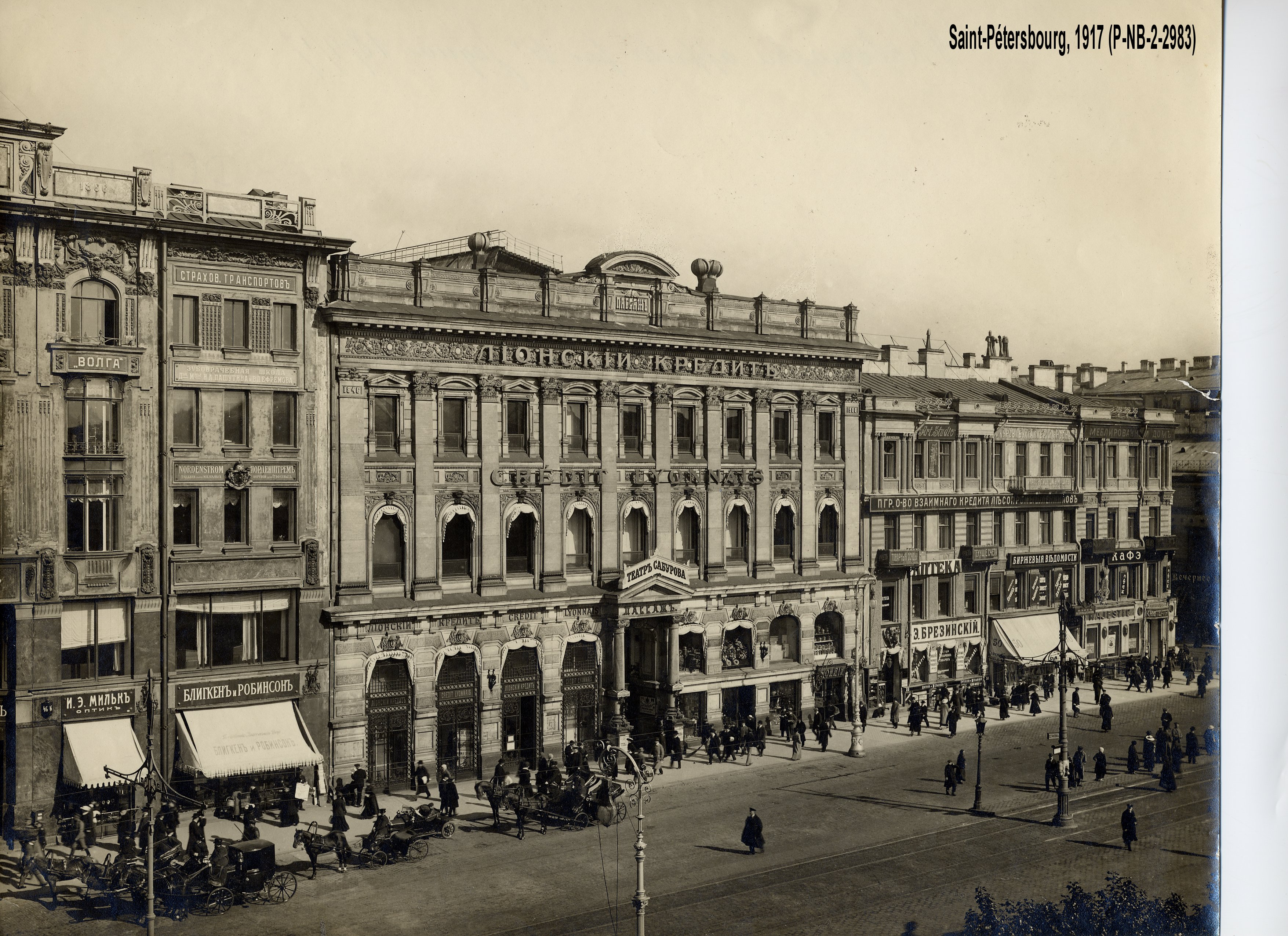
Le Crédit lyonnais, ouvert en 1878.
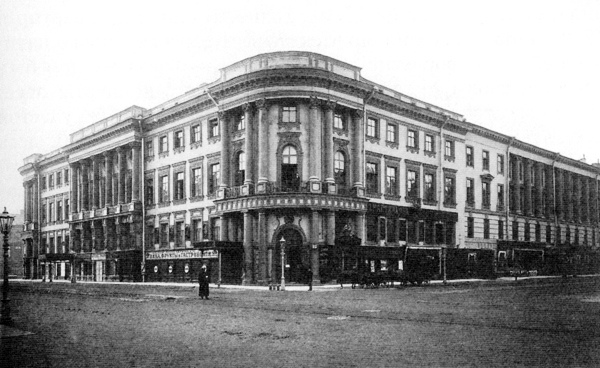
La maison Tchitchérine en 1900.
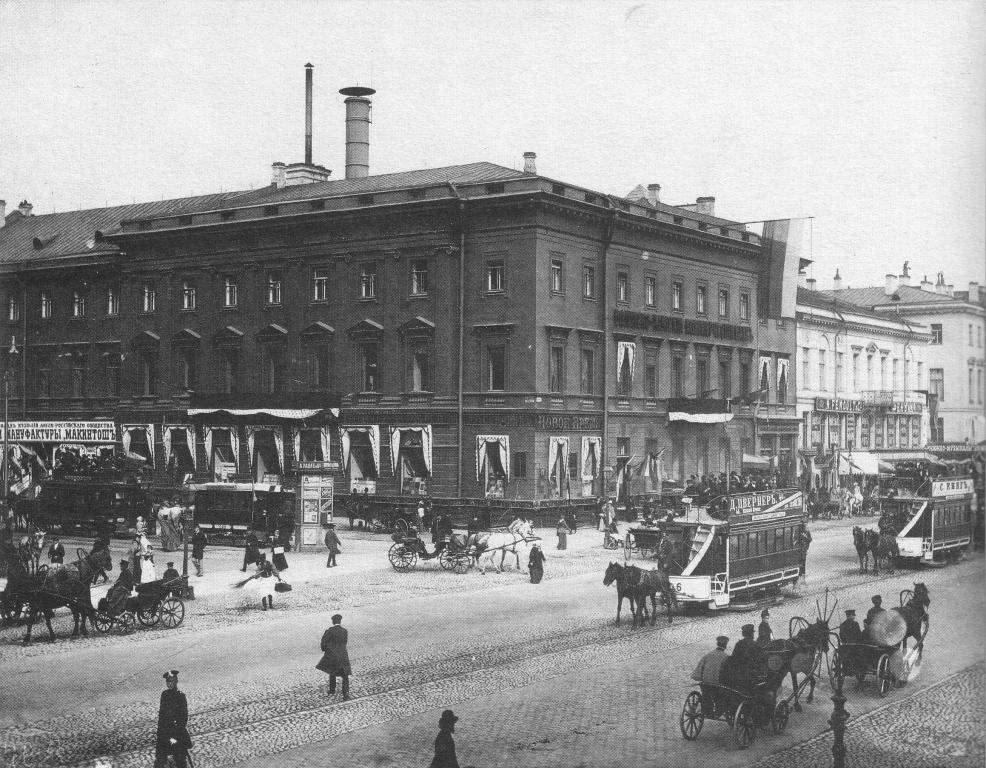
Les tramways hippomobiles
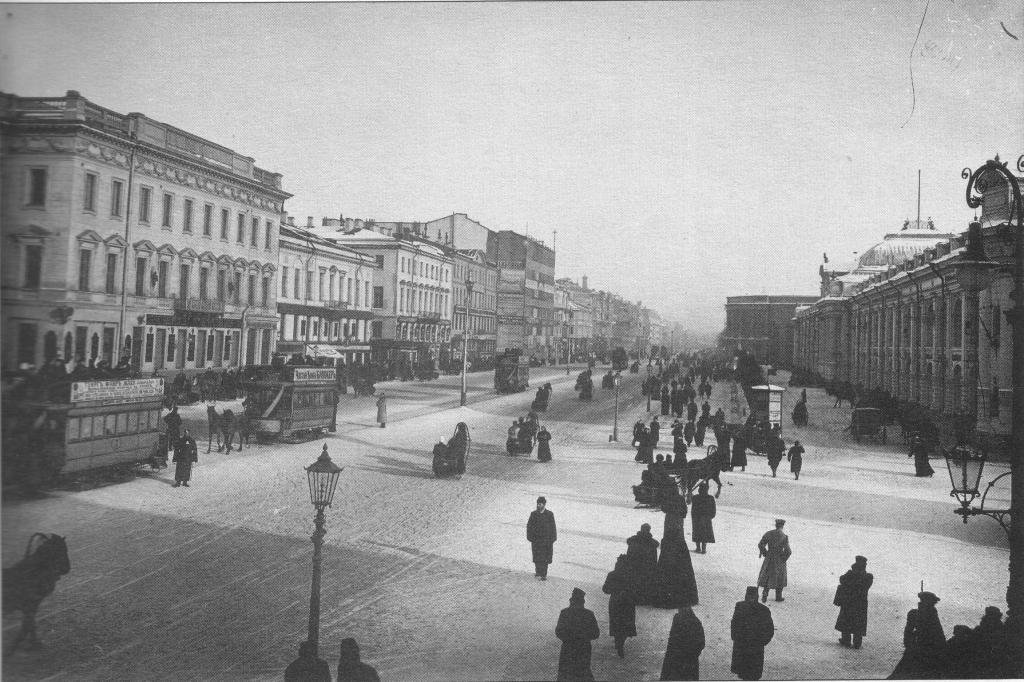
La perspective Nevski en hiver vers 1905.
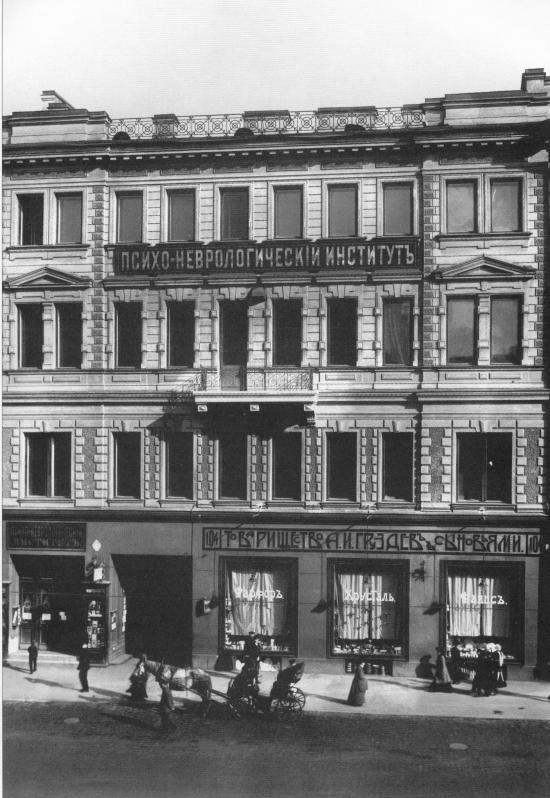
Institut psycho-neurologique en haut et magasin de porcelaine et de cristallerie au rez-de-chaussée (1911).
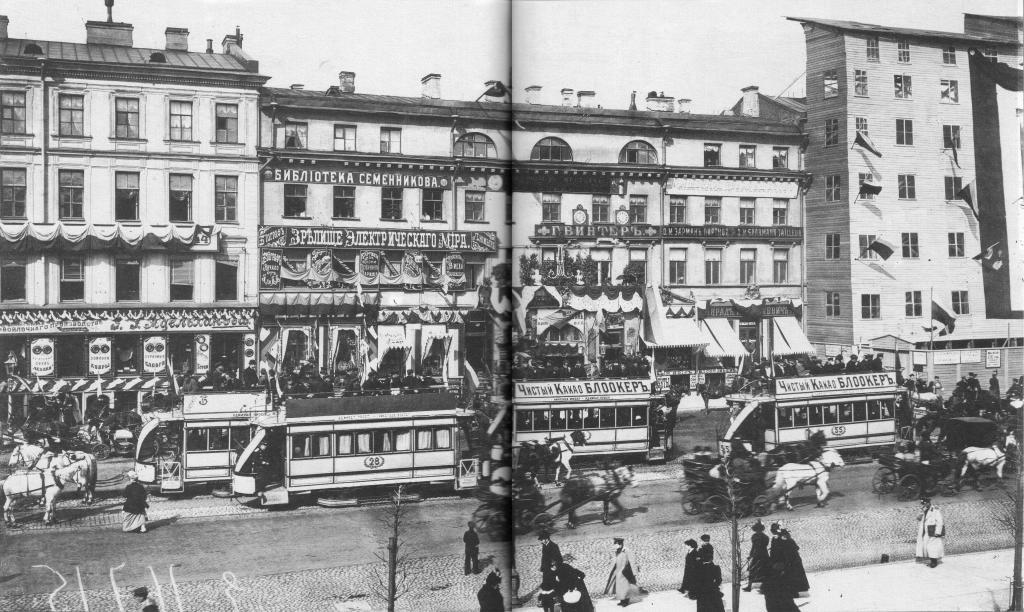
Façades pendant les journées du couronnement (qui eut lieu à Moscou) en 1896.
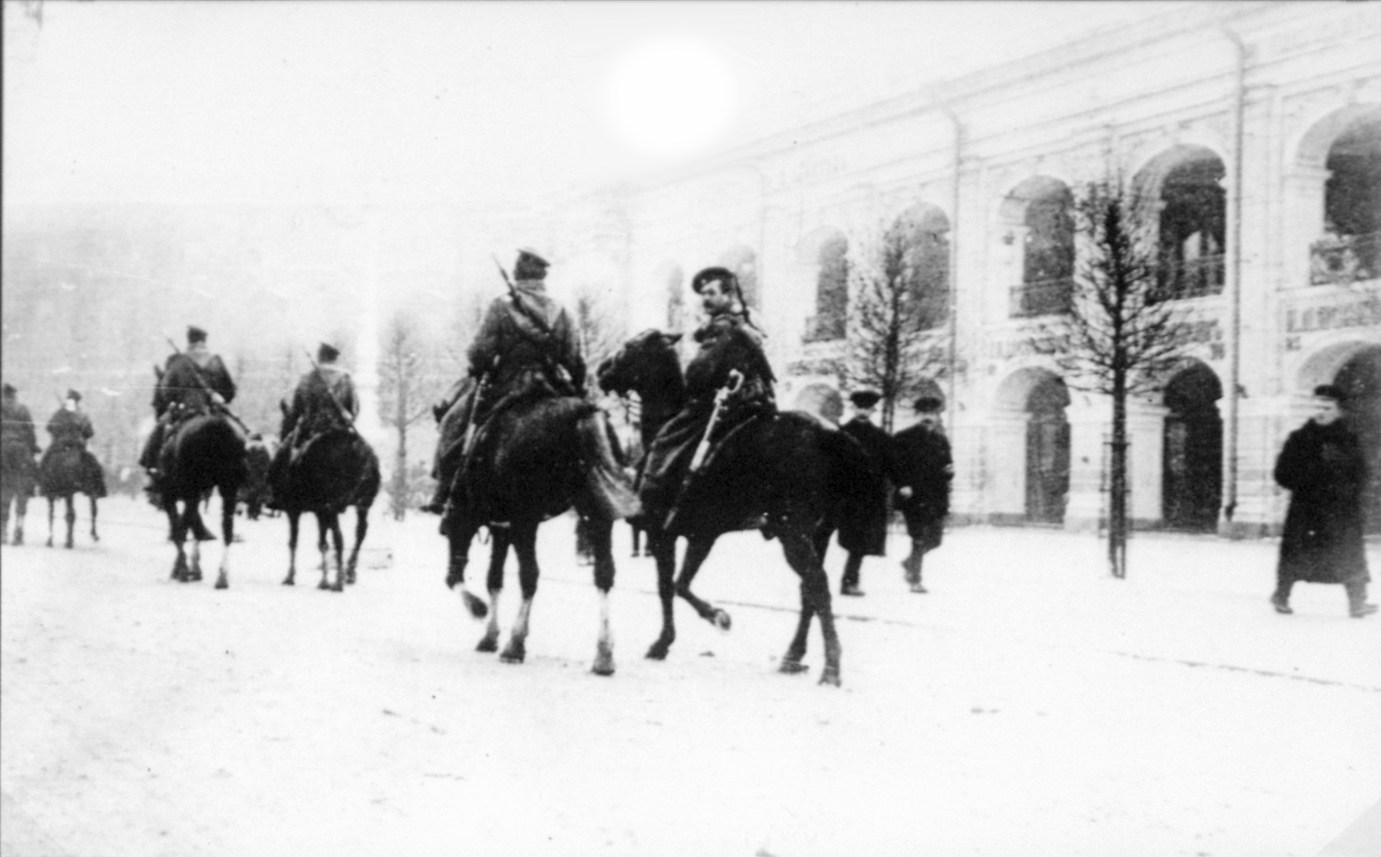
Patrouille cosaque devant Gostiny Dvor lors du Dimanche rouge, le 9 janvier 1905.
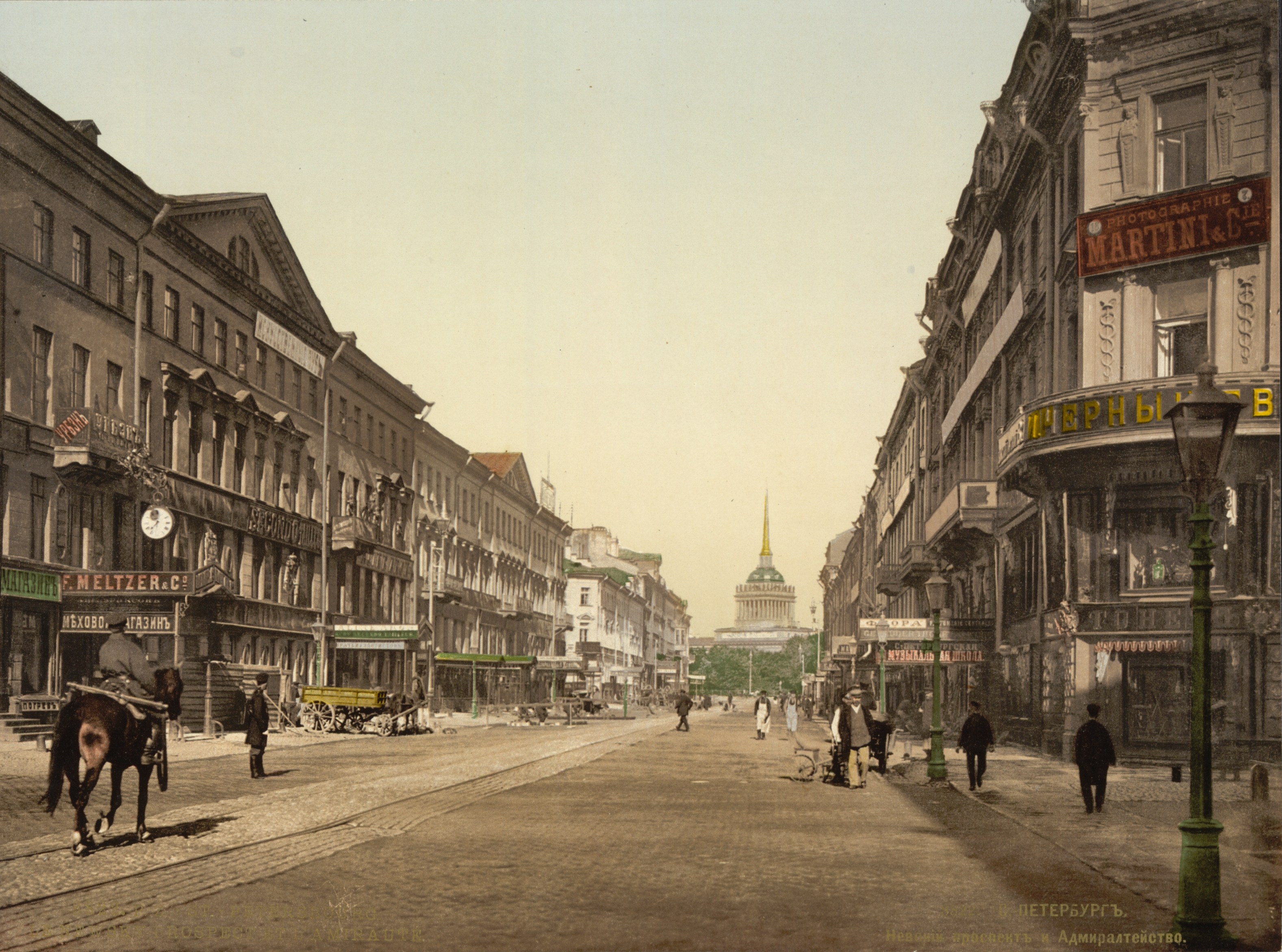
La perspective Nevski vers l'Amirauté à la fin du XIXe siècle.

## Perspective Nevski en peinture

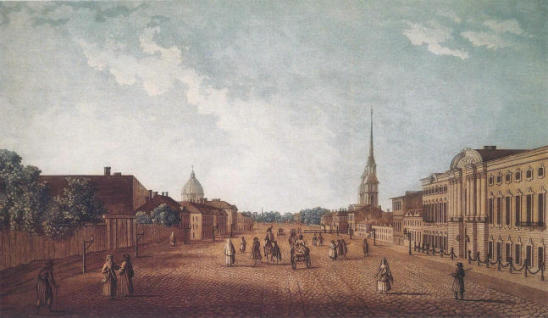
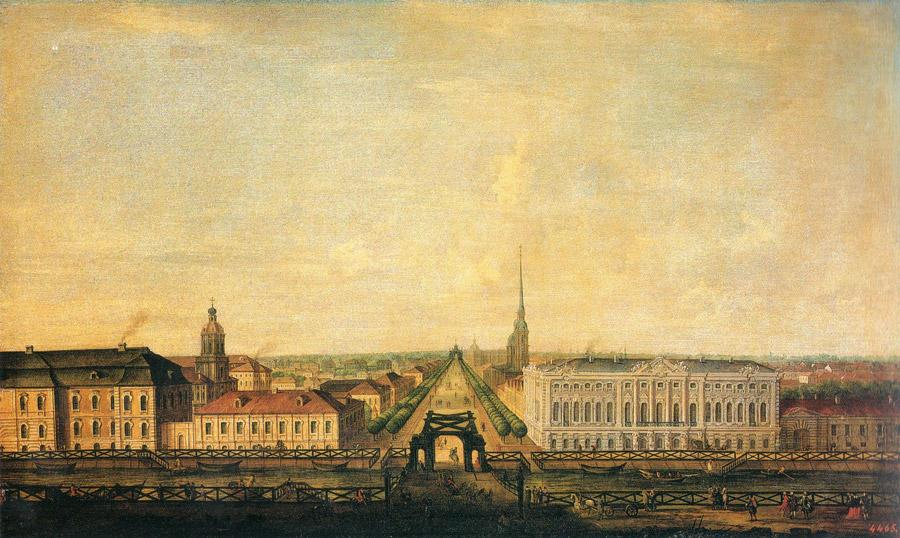
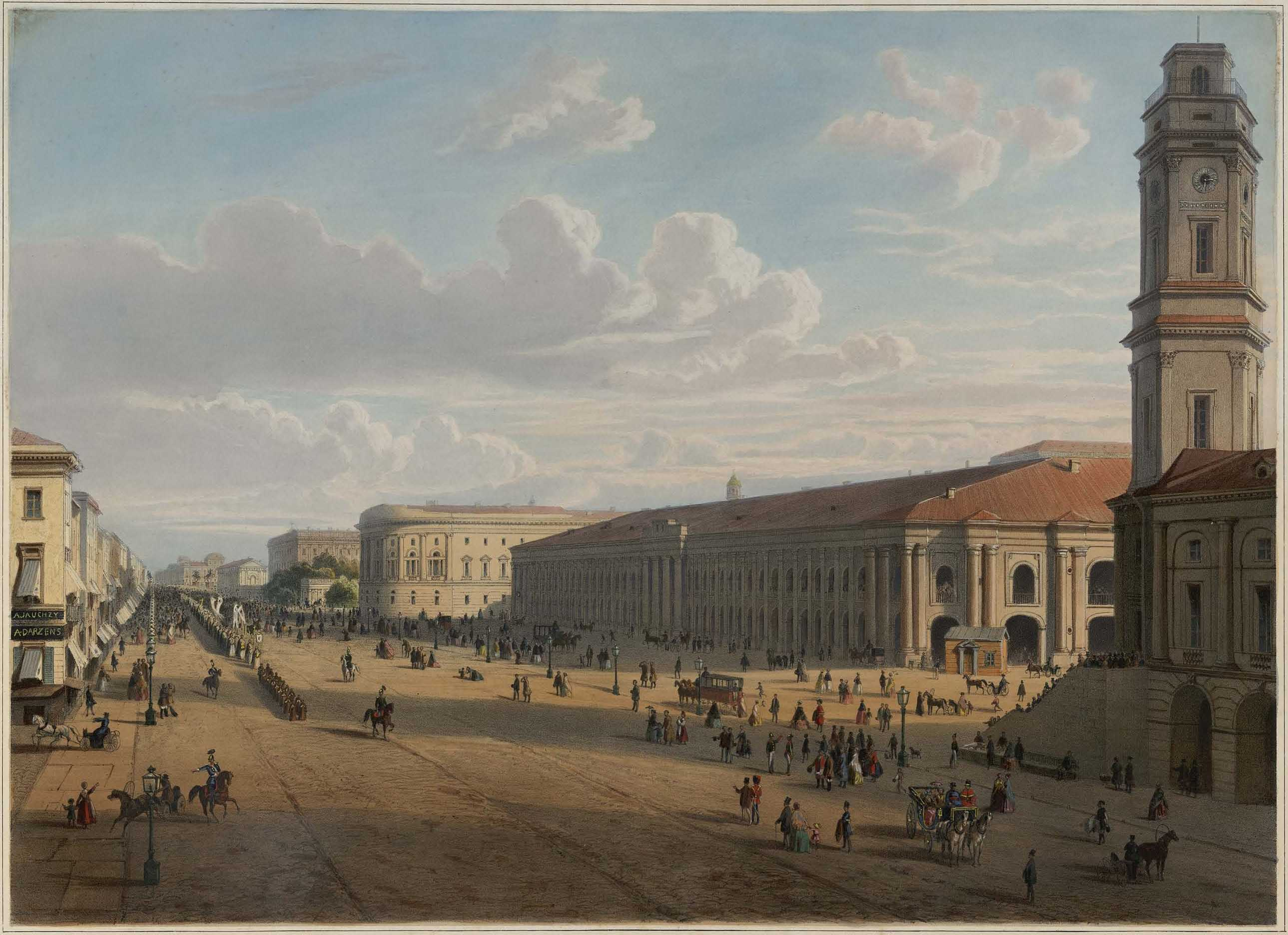
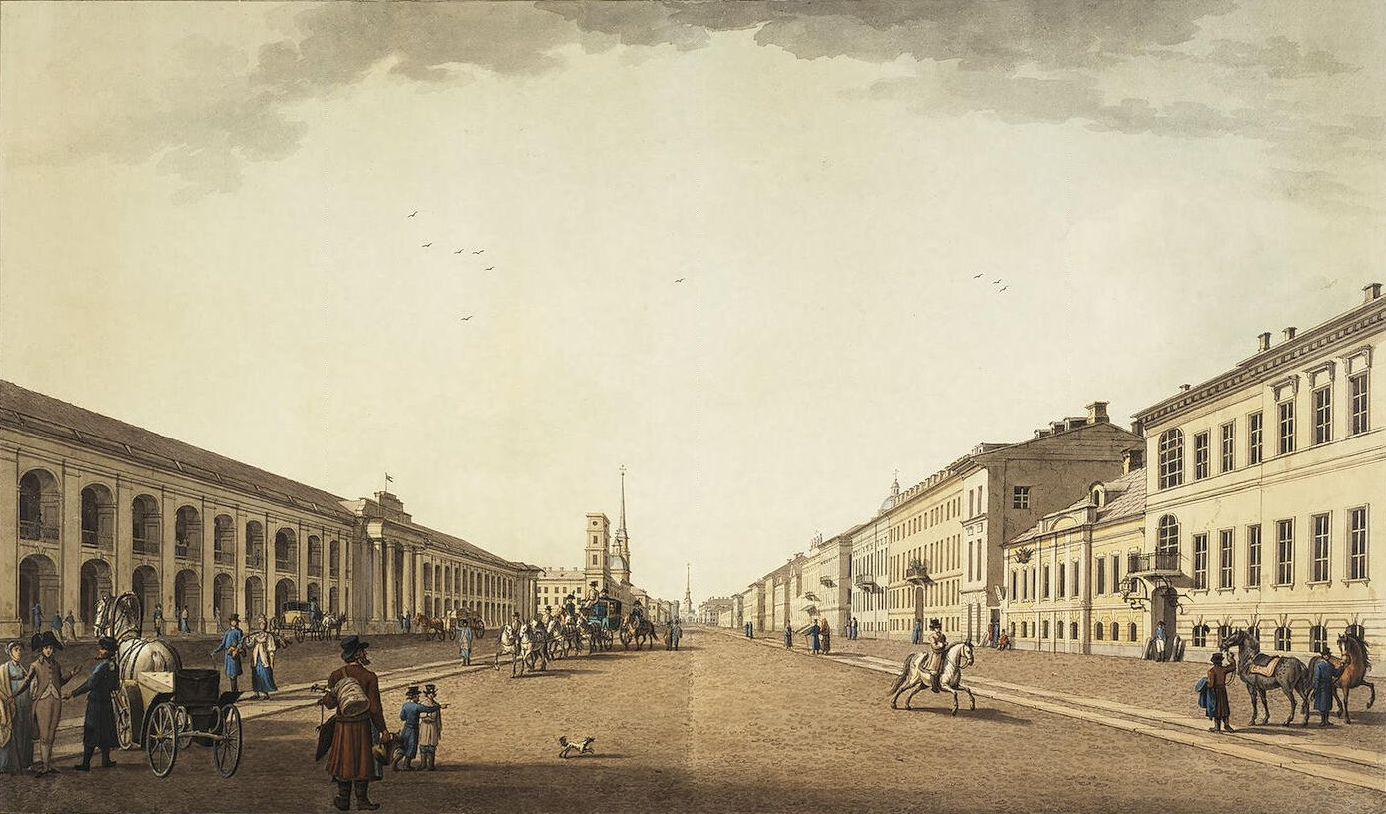